# Robert Reich (Filmschaffender)
Robert Reich (* 18. Juni 1882 in Prag; † Mai 1944 im KZ Auschwitz-Birkenau) war ein böhmischstämmiger österreichischer Filmschaffender (Filmmanager, Kameramann, Regisseur, Produzent, Produktionsleiter, Drehbuchautor, Filmarchitekt), Publizist und Verbandsfunktionär.

## Arbeit in der Filmindustrie
Reich war kurz vor der Jahrhundertwende von Prag nach Wien gekommen, wo er die Bürger- und Handelsschule besuchte. Nach mehreren Jahren als Angestellter und Schriftleiter bei einem Modejournal knüpfte Reich 1909 erstmals Kontakt zum Film, als man ihn als Reklamechef des Wiener Apollo-Kinos einstellte. 1912 holte ihn der nachmals mächtigste Filmproduzent des Landes, Alexander Graf Kolowrat, zu sich und seiner Produktionsfirma Sascha Filmindustrie. Während des Ersten Weltkrieges war Reich als Kameramann bei einer Fliegereinheit in Wiener Neustadt und beim k.u.k. Kriegspressequartier eingesetzt.
1920 gründete Reich den Österreichischen Filmdienst, den er bis zur Auflösung 1925 leitete. Anschließend, bis 1928, wurde der gebürtige Prager zum Geschäftsführer der „Listo Filmfabrik Adolf Ambor“ berufen. Zwischenzeitlich hatte Reich seine ersten praktischen Erfahrungen als Filmarchitekt (Kleider machen Leute) und Drehbuchautor (Die Ehe einer Nacht) gesammelt. Mit Anbruch der Tonfilm-Ära gründete er erneut eine eigene Firma, die „Österreichische Werbefilm Gesellschaft Reich & Co.“, mit der er eine Reihe von Kurzfilmen herstellte. Zeitgleich (1931) führte Robert Reich überdies auch Langfilm-Regie, beim Volksstück Wiener Zauberklänge und beim Aufklärungsfilm Von Mitternacht zu Mitternacht, einer Auftragsproduktion der 'Österreichischen Zentralstelle für Unfallverhütung'. 1933/34 inszenierte er zwei heitere Kurzfilme mit Hans Moser. Seine letzte praktische Filmfunktion war 1936 die eines Produktionsleiters für die Opus-Film bei der Liebes- und Verwechslungskomödie Fräulein Lilli. 
In jenen Jahren kam Reich in erster Linie seinen diversen Verpflichtungen als Verbandsfunktionär nach. Bereits zu Beginn der 1920er Jahre gehörte Reich dem Vorstand des Gesamtverbandes der österreichischen Filmindustrie an und fungierte von 1933 bis 1938 überdies als dessen Geschäftsführer. Außerdem war er Mitglied des staatlichen Filmbeirates und der Zensurstelle der Stadt Wien. 

## Isolation, Haftstrafen und Deportationen während der NS-Diktatur
Nach dem Anschluss Österreichs an das Deutsche Reich im März 1938 verlor der jüdische Filmkaufmann rasch all seine Posten und durfte auch als Produzent nicht mehr weiterarbeiten. Ein Ausreiseversuch nach Jugoslawien Anfang 1940 misslang, im September desselben Jahres wurde Reich wegen angeblicher Devisenvergehen verhaftet und zu zehn Monaten Gefängnis verurteilt. Nach seiner vorzeitigen Entlassung im Juli 1941 verhaftete die Gestapo Robert Reich am 2. September 1941. Der Vorwurf diesmal: Abhören feindlicher Rundfunksender und Verbreiten ausländischer Nachrichteninformationen. Für dieses Vergehen erhielt er am 28. März 1942 eine fünfmonatige Gefängnisstrafe.
Am 5. Januar 1943 deportierten deutsche Stellen Robert Reich in das Ghetto Theresienstadt. Am 18. Mai 1944 ordnete die dortige Lagerleitung im Rahmen einer so genannten „Verschönerungs- und Entvölkerungsmaßnahme“ Theresienstadts seine Verlegung nach Auschwitz an, wo Reich vermutlich kurz nach seiner Ankunft vergast wurde.

## Filme
- 1913: Wie Ninette zu ihrem Ausgang kam (Drehbuch)
- 1921: Kleider machen Leute (Filmbauten)
- 1927: Der Abtrünnige (Produktionsleitung)
- 1927: Die Ehe einer Nacht. Die Laune einer mondänen Frau (Drehbuchmitarbeit)
- 1930: Wien (Dokumentarfilm-Regie)
- 1931: Wiener Zauberklänge (Spielfilmregie, Drehbuchmitarbeit)
- 1931: Von Mitternacht zu Mitternacht (Spielfilmregie)
- 1934: Das hohe C (Kurzspielfilm-Regie)
- 1934: Mayer beim Zahnarzt (Kurzspielfilm-Regie)
- 1936: Fräulein Lilli (Produktionsleitung)